# Problema do sofá móvel
Qual é a maior área bidimensional que pode passar por um corredor de 1 unidade em formato de L?
Na matemática, o problema do sofá móvel ou o problema do sofá é uma idealização bidimensional de problemas de movimentação de móveis da vida real e questiona qual é a maior área A bidimensional que pode ser manobrada através de uma região plana em formato de L com largura da unidade. A área A assim obtida é referida como constante do sofá . O valor exato da constante do sofá é um problema em aberto .

## História
A primeira publicação formal foi realizada pelo matemático austríaco-canadense Leo Moser em 1966, embora houvesse muitas menções informais antes dessa data.

## Limites inferiores e superiores

### Limites inferiores

O sofá de Hammersley tem a área de 2,2074, mas não é a maior solução

O sofá de Gerver tem área de 2,2195 com 18 seções curvas

Foi feito um trabalho para provar que a constante do sofá não pode estar abaixo ou acima de certos valores (limites inferiores e limites superiores). Um limite inferior óbvio é {\displaystyle A\geq \pi /2\approx 1,57079} . Isso vem de um sofá que é meio disco de raio medindo uma unidade, que pode girar no canto.
John Hammersley derivou um limite inferior de {\displaystyle A\geq \pi /2+2/\pi \approx 2,2074} com base numa forma semelhante a um telefone com fio, que consiste em dois quartos de disco de raio 1 em ambos os lados de um retângulo de proporção {\displaystyle 1/(4/\pi )} do qual um meio disco de raio {\displaystyle 2/\pi } foi removido
Joseph Gerver encontrou um sofá descrito por 18 seções curvas, cada uma assumindo uma forma analítica suave. Isso aumentou ainda mais o limite inferior da constante do sofá para aproximadamente 2,2195.
Um cálculo de Philip Gibbs produziu uma forma indistinguível da do sofá de Gerver, dando um valor para a área igual a oito números significativos. Isso é evidência de que o sofá de Gerver é realmente o melhor possível, mas permanece não comprovado.

### Limites superiores
Hammersley também encontrou um limite superior constante no sofá, mostrando que ele é no máximo {\displaystyle 2{\sqrt {2}}\approx 2.8284} .
Yoav Kallus e Dan Romik provaram um novo limite superior em junho de 2017, encerrando o sofá constantemente em {\displaystyle 2.37} .

## Sofá ambidestro

Sofá ambidestro de Romik

Uma variante do problema do sofá pergunta a forma da maior área que pode contornar os cantos esquerdo e direito de 90 graus em um corredor de largura da unidade. Um limite inferior da área de aproximadamente 1.64495521 foi descrito por Dan Romik. Seu sofá também é descrito por 18 seções curvas.